# East Douglas (Massachusetts)
East Douglas es un lugar designado por el censo ubicado en el condado de Worcester en el estado estadounidense de Massachusetts. En el Censo de 2010 tenía una población de 2.557 habitantes y una densidad poblacional de 272,12 personas por km².

## Geografía
East Douglas se encuentra ubicado en las coordenadas 42°4′51″N 71°42′58″O / 42.08083, -71.71611. Según la Oficina del Censo de los Estados Unidos, East Douglas tiene una superficie total de 9.4 km², de la cual 9.08 km² corresponden a tierra firme y (3.34%) 0.31 km² es agua.

## Demografía
Según el censo de 2010, había 2.557 personas residiendo en East Douglas. La densidad de población era de 272,12 hab./km². De los 2.557 habitantes, East Douglas estaba compuesto por el 96.01% blancos, el 0.63% eran afroamericanos, el 0.12% eran amerindios, el 0.55% eran asiáticos, el 0.08% eran isleños del Pacífico, el 0.23% eran de otras razas y el 2.39% pertenecían a dos o más razas. Del total de la población el 1.76% eran hispanos o latinos de cualquier raza.